# 明命帝
明命帝（めいめいてい、ミンマンてい、Minh Mạng、1791年5月25日 - 1841年1月20日）は、阮朝の第2代皇帝（在位: 1820年-1841年）。初代皇帝である嘉隆帝の第4子。諱は阮福膽（Nguyễn Phúc Đảm）、後に阮福晈（Nguyễn Phúc Kiểu）と改めた。

## 生涯
嘉隆帝の崩御後、皇帝に即位。阮朝建国の際の国号「越南」（ベトナム）を、「大南」（ダイナム＝大越南・ダイベト）と改めた。この改称は、中国の南方という含意があり中国への服属を思わせるベトナムという国号を、清を宗主国としながらも自らを主体とした「中華秩序」的な世界を形成しようとする小中華思想の意思を示したものとされる。
このため対外的には閉鎖的姿勢を貫き、通商拡大を狙ったフランスとの交渉を拒絶。カンボジアへの軍事遠征を行い失敗に終わるものの、周辺の諸勢力に十分な脅威を与えた。更に山岳地帯の少数民族に対する統制強化を図った。内政的には中国的な中央集権化を進め、ベトナム各地において省県制を徹底。官吏登用において、建国当初より行われていた科挙に殿試を加えた。こうした動きは各地で反乱を招くと共にキリスト教に対する弾圧の動機となり、1836年にはヨーロッパから派遣された宣教師7人を処刑すると共に、キリスト教徒多数を弾圧。多くのキリスト教徒が山岳地帯に逃れることとなった。